# Araneus lathyrinus
Araneus lathyrinus este o specie de păianjeni din genul Araneus, familia Araneidae. A fost descrisă pentru prima dată de Holmberg, 1875. Conform Catalogue of Life specia Araneus lathyrinus nu are subspecii cunoscute.